# Flade Kirke (Frederikshavn Kommune)
 For alternative betydninger, se Flade Kirke. (Se også artikler, som begynder med Flade Kirke)
Flade Kirke er beliggende ca. fire kilometer sydvest for Frederikshavns centrum, 109 meter over havets overflade.
Kirken er opført i 1200-tallet i romansk stil og har intet tårn.
Kirken ligger på det højeste sted i sognet og har haft betydning for søfarten som landkending.
På kirkegårdens område ligger to oldtidshøje, hvor en flagstang er placeret på den ene høj medens kirkens klokkestabel er placeret på den anden høj.

## Eksterne kilder og henvisninger
- C. Klitgaard: "Flade Kirke" (Historie/Jyske Samlinger, 5. række, Bind 7; 1943)
- Flade Kirke Arkiveret 4. november 2010 hos  Wayback Machine hos KortTilKirken.dk